# Cerradodvärgtyrann
Cerradodvärgtyrann (Phyllomyias reiseri) är en fågel i familjen tyranner inom ordningen tättingar.

## Utbredning och systematik
Den förekommer från Piauí i östra Brasilien till nordöstra Paraguay. Den behandlas som monotypisk, det vill säga att den inte delas in i några underarter.

## Status
IUCN kategoriserar arten som livskraftig.